# PT Большой Медведицы
PT Большой Медведицы (лат. PT Ursae Majoris) — одиночная переменная звезда в созвездии Большой Медведицы на расстоянии (вычисленном из значения параллакса) приблизительно 7406 световых лет (около 2271 парсека) от Солнца. Видимая звёздная величина звезды — от +11,7m до +10,73m.

## Характеристики
PT Большой Медведицы — пульсирующая полуправильная переменная звезда (SR).